# Соколовский (Бобровский район)
Соколо́вский — хутор в Бобровском районе Воронежской области.
Входит в состав Никольского сельского поселения.

## Население
| 2000 | 2005 | 2010 |
| ---- | ---- | ---- |
| 122  | ↗129 | ↘110 |